# Слободяник, Игнат Яковлевич
Игнат Яковлевич Слободяник (20 декабря 1902, Лесовая Лысиевка — 22 августа 1972) — советский инженер-химик, специалист по строительным материалам.

## Биография
Игнат Яковлевич Слободяник родился 20 декабря 1902 года в селе Лысиевка Калиновской волости Винницкого уезда Подольской губернии, в семье псаломщика местной церкви. В 1926 году он успешно окончил технологический филиал химического факультета КПИ.
С 1928 года начал научную и педагогическую деятельность в высших учебных заведениях Киева. Через два года, в 1930 году, стал научным работником и одновременно Игнат Яковлевич исполнял прямые обязанности заместителя директора по научной работе в НИИСМ.
С 1928 года он проектирует и реализует в натуре кирпично-черепичные заводы на Украине (в таких городах как: Коростене, Малине, Вердычанах и др.)
В 1934 году Игнат Яковлевич основывает кафедру стройматериалов, какую он и возглавляет. В 1937 году ему присуждают степень кандидата технических наук и он в том же году он получает звание доцента. С 1940 года, по совместительству, служит старшим научным сотрудником Института геологии и физической химии АН УССР.
Издаёт много публикаций, большинство из них приурочено к развитию спецтехнологий керамических материалов и изделий, к примеру: «Изготовление кирпича и черепицы» (1938).
В 1952 годы ин издаётся справочник по курсу «Строительные материалы» (1952) — данный труд был переиздан несколько раз, кроме первой публикации в 1952 году второе издание было в 1957, третье в 1966 гг., а также в 1973 годы вышло 4-е издание, но уже посмертно.
В 1959 году И. Слободяник защищает докторскую диссертацию, темой которой стал учебник «Стройматериалы» (1957).
Скончался Игнат Слободяник 22 августа 1972 года.

## Публикации
Около 85 печатных работ.